# Mack (Ohio)
Mack é um lugar designado pelo censo localizado no condado de Hamilton no estado estadounidense de Ohio. No Censo de 2010 tinha uma população de 11.585 habitantes e uma densidade populacional de 482,37 pessoas por km².

## Geografia
Mack encontra-se localizado nas coordenadas 39° 09′ 01″ N, 84° 40′ 45″ O. Segundo o Departamento do Censo dos Estados Unidos, Mack tem uma superfície total de 24.02 km², da qual 24.02 km² correspondem a terra firme e (0%) 0 km² é água.

## Demografia
Segundo o censo de 2010, tinha 11.585 habitantes residindo em Mack. A densidade populacional era de 482,37 hab./km². Dos 11.585 habitantes, Mack estava composto pelo 98.19% brancos, 0.35% eram afroamericanos, 0.11% eram amerindios, 0.39% eram asiáticos, 0.01% eram insulares do Pacífico, 0.28% eram de outras raças e 0.67% pertenciam a duas ou mais raças. Do total da população 0.63% eram hispanos ou latinos de qualquer raça.